# آفرودیته (آلبوم)
«آفرودیته» (به انگلیسی: Aphrodite) آلبومی از هنرمند اهل استرالیا کایلی مینوگ است که در ۵ ژوئیه ۲۰۱۰ منتشر شد.